# تروي ميدير
تروي ميدير (بالإنجليزية: Troy Mader)‏ هو كاتب وكاتب أغاني وسياسي أمريكي، ولد في 1 ديسمبر 1955، وتوفي في 14 يوليو 2016 في جيليت في الولايات المتحدة. حزبياً، نشط في الحزب الجمهوري. وقد انتخب عضو مجلس نواب وايومنغ.

## وصلات خارجية
- الموقع الرسمي